# Adaljíza Magno
Pour les articles homonymes, voir Magno et Guterres.
Adaljíza Albertina Xavier Reis Magno (née le 7 janvier 1975), est une femme politique est-timoraise. Elle est ministre des Affaires étrangères (par intérim) du Timor oriental du 19 mai au 8 août 2007.